# Ann Glover
Pour les articles homonymes, voir Glover.
Goodwife "Goody" Ann Glover (morte le 16 novembre 1688) est la dernière personne pendue à Boston pour sorcellerie. Dans la ville voisine de Salem, le procès des sorcières de Salem se déroulera en 1692, soit à peine quatre ans plus tard.

## Enfance
Ann Glover naît en Irlande dans une famille catholique. On ne connaît que peu d'éléments sur sa naissance et son histoire. Pendant la conquête cromwellienne de l'Irlande, quand des milliers d'Irlandais sont déportés, Ann et son mari sont envoyés à la Barbade pour travailler dans des plantations de canne à sucre. On suppose que son mari est exécuté à la Barbade pour avoir refusé de renoncer à sa foi catholique. Au moment de sa mort, il dit que sa femme est une sorcière. Le contexte de cette affirmation est inconnu.

## Vie à Boston
En 1680, Ann et sa fille habitent à Boston et travaillent au service domestique de John Goodwin. Pendant l'été 1688, Martha Goodwin, âgée de 13 ans, accuse la fille d'Ann Glover d'avoir volé des vêtements. Cela cause une dispute violente entre Ann et les enfants Goodwin, ce qui aurait rendus malades ces derniers, en particulier Martha, les poussant à se comporter bizarrement. Le médecin suggère que la sorcellerie pourrait être la raison de cet état, parce qu'il ne parvient pas à obtenir un diagnostic clair.